# Tienviertel
Tienviertel is een polder in de Krimpenerwaard. De polder wordt begrensd door de Hollandse IJssel in het Noordwesten, de polder De Nesse in het Zuidwesten, de polder Kattendijksblok in het Noordoosten en de polder Wellepoort in het Zuidoosten. 

## Geschiedenis
De naam Tienviertel is afgeleid van viertel, een oude Hollandse vlaktemaat. De polder loosde zijn water vroeger rechtstreeks op de Hollandse IJssel via de Torenvliet. Toen het land door inklinken van de bodem te laag kwam te liggen werd de polder met een windmolen, een wipmolen, drooggehouden. Deze molen brandde in 1780 door een blikseminslag af en werd vervangen door een stenen grondzeiler. Deze verdween omstreeks 1885.
De polder maakte later deel uit van de polder Stolwijk. Aan de IJssel stond tot ongeveer 1930 een steenplaats.